# Spigaleos horneroides
Spigaleos horneroides är en mossdjursart som först beskrevs av Campbell Easter Waters 1904.  Spigaleos horneroides ingår i släktet Spigaleos och familjen Celleporidae. Inga underarter finns listade i Catalogue of Life.